# Miodrag Jokić
Miodrag Jokić (Donja Toplica u općini Valjevo, 25. veljače 1935.), vojni zapovjednik JNA i ratni zločinac. 
Obrazovao se u Jugoslavenskoj vojno-pomorskoj akademiji. Početkom Domovinskog rata bio je zapovjednik Devetog vojno-pomorskog sektora Jugoslavenske ratne mornarice. Godine 2001. Haški sud podigao je optužnicu protiv Jokića zbog njegove uloge u opsadi Dubrovnika. Dne 12. studenog iste godine dobrovoljno se predao. Priznao je krivnju i 18. ožujka 2004. osuđen je na sedam godina zatvora zbog ubojstva, okrutnog postupanja, protupravnih napada na civile i civilne objekte, pustošenja koje nije opravdano vojnom nuždom i uništavanja vjerskih, obrazovnih i kulturnih ustanova i povijesnih spomenika. Godine 2008. pušten je na slobodu.